# Boys and Girls (canção)
"Boys and Girls" é uma canção da artista musical inglesa Pixie Lott contida no seu álbum de estreia, Turn It Up (2009). Composta por Lott, Mads Hauge e Phil Thornalley, com produção pelos dois últimos, foi distribuída ilegalmente na internet em 2008. Após o ocorrido, recebeu um tratamento na sua elaboração pelo coprodutor Fraser T. Smith, que considerava sua musicalidade excessivamente retrô. O trabalho resultou numa faixa de música pop com elementos de dance music e funk cujas letras são sobre festejar. A música recebeu em sua maioria críticas positivas, com redatores da mídia especializada elogiando sua elaboração e a evolução do material da cantora.
"Boys and Girls" foi lançada como o segundo single do disco em 2 de setembro de 2009. Atingiu o topo da tabela musical britânica, a UK Singles Chart, após marcar o maior salto ao cume da lista ao ir do número setenta e três ao primeiro dentro de uma semana. O fato veio a ser registrado no livro de recordes mundiais Guinness. No Reino Unido, foi uma das cem composições mais comercializadas de 2009. Na Irlanda, alcançou o quarto lugar da compilação Irish Singles Chart e permanece com o melhor desempenho de Lott no país. A trajetória da canção na Europa, impulsionada por vendas digitais, fez com que a obra entrasse na classificação continental European Hot 100 na sua décima posição. Na Austrália, a música ficou na sexagésima sétima colocação do gráfico publicado pela Australian Recording Industry Association (ARIA).
Seu vídeo acompanhante foi dirigido por Diane Martel e mostra cenas da cantora fazendo coreografia em uma festa. Apresentações ao vivo de "Boys and Girls" ocorreram em aparições televisivas e festivais musicais. Na primeira turnê de Lott, a Crazy Cats Tour, a canção foi incluída como o número final do espetáculo. A canção também faz parte da trilha sonora do filme Beastly (2010).

## Antecedentes e estrutura musical
"Boys and Girls" foi composta pela artista musical inglesa Pixie Lott e ambos os produtores da canção, Mads Hauge e Phil Thornalley, durante sessões do desenvolvimento do álbum de estreia de Lott, Turn It Up. A faixa apareceu na internet ilegalmente em 2008 e após o ocorrido, recebeu um tratamento na sua produção. Joe Kentish, A&R do disco, notou que uma elaboração mais direcionada às pistas de dança e rádios deveria ser feita, portanto contratou o coprodutor Fraser T. Smith para trabalhar na melhoria da obra. O profissional recebeu as partes da música, mas pensou que elas eram retrô demais, e assim, elaborou uma musicalidade mais contemporânea e que chamasse atenção: adicionou uma execução de bateria mais forte para acompanhar a voz da intérprete.
A instrumentação de "Boys and Girls" consiste da execução de saxofone, trompete, fliscorne, pandeireta, baixo e bateria, e de acordo com Fraser McAlpine, do blog musical da BBC: "O refrão é de uma única nota e, sustentado de uma harmônica, tocado ao som [...] de três acordes." Mesmo após ser retrabalhada, Nick Levine, do portal Digital Spy, notou que a canção contém a mistura do retrô com o moderno. Segundo a partitura publicada pela Sony/ATV Music Publishing, a música é composta na tonalidade de ré maior, com a voz de Lott indo da nota baixa de lá até a alta de fá, e possui um metrônomo de cento e trinta batidas por minuto. Derivada do gênero de música pop, a faixa contém elementos de dance music e funk, que resultaram na sua produção dançante e alegre. Suas letras são a respeito de festejar, cuja intensidade é demonstrada no verso "Uma boa batida nunca mata ninguém".

## Recepção crítica
| Críticas profissionais | Críticas profissionais |
| Avaliações da crítica  | Avaliações da crítica  |
| Fonte                  | Avaliação              |
| ---------------------- | ---------------------- |
| BBC                    | [ 2 ]                  |
| Digital Spy            | [ 5 ]                  |

"Boys and Girls" recebeu em sua maioria críticas positivas. Levine, do Digital Spy, notou na música uma evolução no material de Lott desde o lançamento de "Mama Do (Uh Oh, Uh Oh)", vindo a elogiar sua produção dançante e a interpretação transmitida pela cantora, a qual foi considerada "agradável" para a canção. McAlpine, da BBC, concordou com Levine pela musicalidade da obra e o destaque em relação ao primeiro single da cantora. Sarah-Louise James, do jornal Daily Star, foi igualmente positiva ao comentar as batidas "frescas" e a identidade da inglesa contida na faixa. Porém, Pete Cashmore, do The Guardian, foi mais negativo, observando uma fraqueza na composição ao todo.

## Desempenho comercial
"Boys and Girls" fez sua estreia nas tabelas musicais na Irlanda, onde ficou no número 45 da Irish Singles Chart na data de 3 de setembro de 2009, vindo a alcançar a quarta posição do gráfico e permanecendo como a melhor de Lott no país. No Reino Unido, atingiu o número 75 da UK Singles Chart em sua publicação no dia 6 seguinte. Uma semana após, a canção alcançou o topo da lista com 49.623 cópias vendidas e se tornando o segundo single número um consecutivo da cantora depois de "Mama Do (Uh Oh, Uh Oh)". Em sua edição de 2011, o livro de recordes mundiais Guinness viria a marcar este desempenho da faixa como o maior salto de todos ao cume da classificação britânica. No relatório mensal divulgado pela British Phonographic Industry (BPI) em setembro de 2009, a música ficou no seu sétimo posto após 111.634 edições comercializadas naquele período, das quais 96.6% foram devido a downloads digitais. Em julho de 2013, "Boys and Girls" foi certificada como disco de prata pela British Phonographic Industry (BPI).
Na Bélgica, conseguiu listar-se nas duas versões da classificação Ultratip, que calcula as vendas digitais mais a audiência em rádios das obras que compila: a de Flandres, na terceira colocação, e a da Valônia, na décima oitava. Em território dinamarquês, o single desempenhou-se na trigésima nona situação da compilação Hitlisten. Através dos periódicos da Federação Internacional da Indústria Fonográfica (IFPI), a composição obteve seu pico no vigésimo sétimo lugar da República Checa, enquanto na Escócia, no vigésimo oitavo. O resultado comercial de "Boys and Girls" na Europa, que incluiu vendas digitais, levou a canção a entrar na tabela continental European Hot 100 em sua décima posição. Na Oceania, a faixa alcançou o número 67 na lista australiana da Australian Recording Industry Association (ARIA). De acordo com a empresa Official Charts Company (OCC), a composição foi a septuagésima sétima mais vendida no Reino Unido no ano de 2009. Em março de 2014, "Boys and Girls" havia vendido 20 mil cópias digitais nos Estados Unidos com base em dados divulgados pela Nielsen SoundScan.

## Vídeo musical
O vídeo acompanhante à "Boys and Girls" foi dirigido por Diane Martel no início de julho de 2009. A gravação consiste de Lott fazendo coreografias em uma festa. A artista veio comentar sobre a importância da dança no vídeo para sua imagem:

"É incomum para um artista britânico cantar e dançar, mas se você for uma estrela pop, é importante fazer de tudo."

## Apresentações ao vivo e divulgação
Como parte da divulgação do Turn It Up, Lott fez apresentações de "Boys and Girls" em severas ocasiões. Em 2009, ela cantou a faixa ao registro MTV Push, que é transmitido para filiais da rede transmissora em outras nações do globo. No dia 23 de maio de 2010, a cantora compareceu ao festival Radio 1's Big Weekend na cidade galesa de Bangor, onde fez uma sessão ao vivo da música. Em 13 de novembro seguinte, a rede Independent Television transmitiu um concerto gravado em um palco para o especial One Night Stand with Pixie Lott, no qual Lott executou faixas do seu álbum de estreia como "Boys and Girls". No último bimestre de 2010, a artista embarcou na sua primeira turnê musical, a Crazy Cats Tour, na qual interpretou a obra como o número final dos espetáculos apresentados.
"Boys and Girls" foi também incluída na trilha sonora do filme Beastly (2010).

## Listas de faixas e formatos
"Boys and Girls" foi inicialmente lançada através de download digital pela Mercury Records em 2 de setembro de 2009. No mesmo formato, a canção foi comercializada em um extended play (EP) que inclui sua edição original mais três remixes. Após cinco dias, foi distribuída em uma versão física (CD single) contendo além do single, o lado B "If I Changed".
| Download digital |                  |         |  |
| N.º              | Título           | Duração |  |
| 1.               | "Boys and Girls" | 3:04    |  |

| CD single |                  |         |  |
| N.º       | Título           | Duração |  |
| 1.        | "Boys and Girls" | 3:04    |  |
| 2.        | "If I Changed"   | 3:42    |  |

| Extended play (EP) digital de remixes |                                                 |         |  |
| N.º                                   | Título                                          | Duração |  |
| 1.                                    | "Boys and Girls"                                | 3:04    |  |
| 2.                                    | "Boys and Girls" (Moto Blanco Remix Full)       | 7:15    |  |
| 3.                                    | "Boys and Girls" (Fuzzy Logic Remix Full)       | 5:47    |  |
| 4.                                    | "Boys and Girls" (Hot Pink Delorean Remix Full) | 6:37    |  |

## Créditos de elaboração
Lista-se abaixo os profissionais envolvidos no desenvolvimento de "Boys and Girls" e seu lado B, "If I Changed":
| "Boys and Girls" - Composição: Pixie Lott, Mads Hauge, Phil Thornalley, Colin Campsie; - Produção: Hauge, Thornalley; - Produção adicional e mixagem: Fraser T. Smith; - Masterização: Geoff Pesche; - Saxofone (tenor e barítono): Phil Smith; - Trompete e fliscorne: John Thirkell. | "If I Changed" - Composição: Lott, Toby Gad; - Produção e instrumentação: Gad; - Mixagem: Tony Maserati; - Masterização: Nick Watson; - Engenharia (assistência de gravação): Marc Burkhart. |